# Subgen

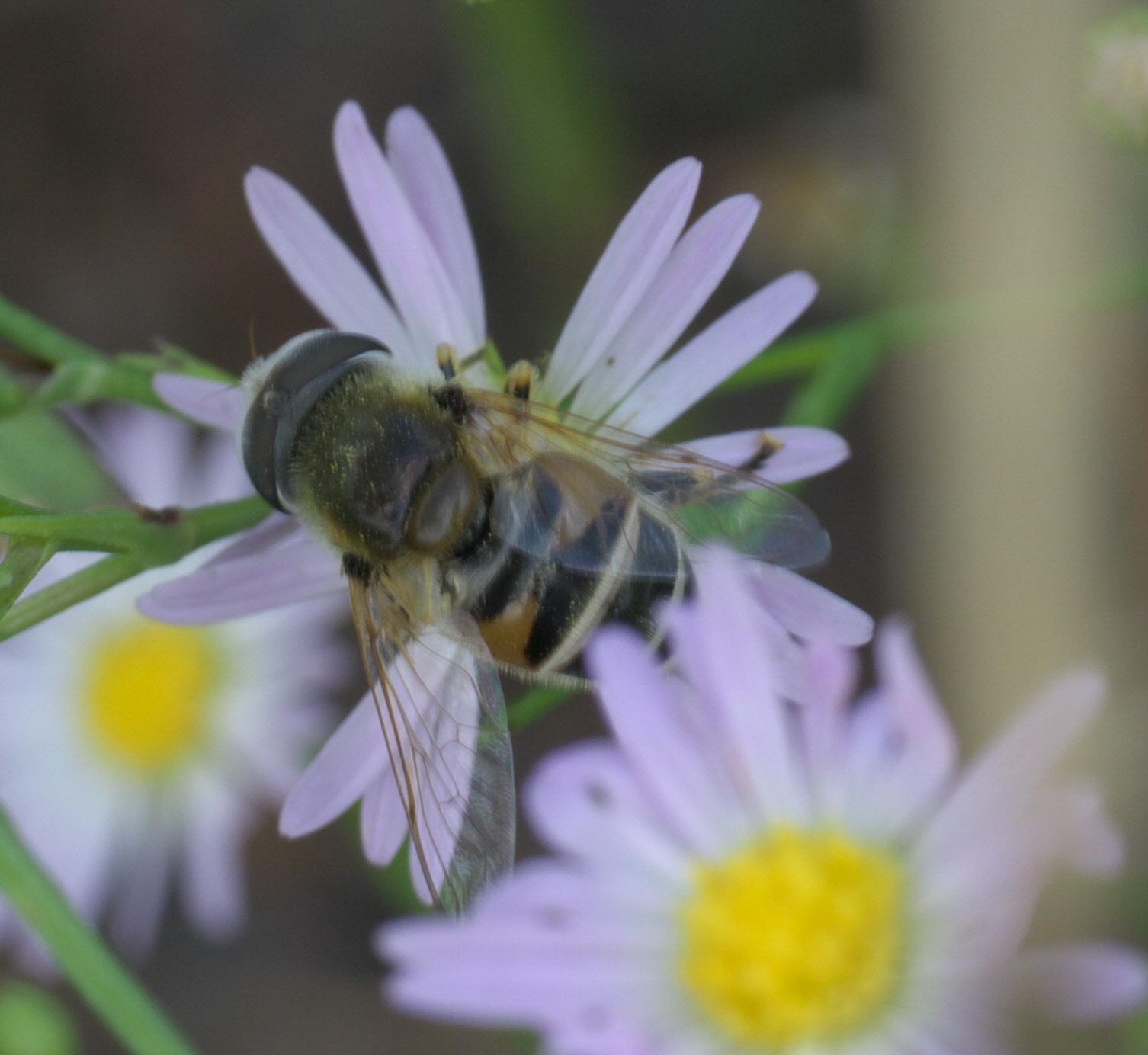
O sirfidăe din subgenul Eristalis (Eoseristalis)

În biologie, un subgen este un rang taxonomic situat direct sub gen.
În Codul Internațional de Nomenclatură Zoologică, un nume subgeneric poate fi folosit independent sau inclus într-un numele speciei, între paranteze, plasat între numele generic și epitetul specific: de exemplu, tiger cowry din Indo-Pacific, Cypraea (Cypraea) tigris Linnaeus, care aparține subgenului Cypraea din genul Cypraea. Cu toate acestea, nu este obligatoriu, sau chiar obișnuit, atunci când se dă numele unei specii, să se includă numele subgeneric.
În Codul Internațional de Nomenclatură pentru alge, fungi și plante (ICNafp), subgenul este una dintre posibilele subdiviziuni ale unui gen. Nu există o limită a numărului de diviziuni care sunt permise într-un gen prin adăugarea prefixului „sub-” sau în alte moduri, atâta timp cât nu poate rezulta confuzie. Rangurile secundare ale secțiunii și seriei sunt subordonate subgenului. Un exemplu este Banksia subg. Isostylis, un subgen al marelui gen australian Banksia. ICNafp necesită un „termen de legătură” explicit pentru a indica rangul diviziunii în cadrul genului. Termenii de legătură sunt de obicei prescurtați, de exemplu „subg”. pentru „subgen” și nu sunt scriși în cursive.
În nomenclatura zoologică, atunci când un gen este împărțit în subgenuri, populația descrisă inițial este reținută ca „subgenul nominotipic” sau „subgenul nominalizat”, care repetă același nume ca și genul. De exemplu, Panthera (Panthera) pardus, un leopard. În nomenclatura botanică se aplică același principiu, deși terminologia este diferită. Astfel, subgenul care conține tipul original al genului Rhododendron este Rododendron subg. Rododendron. Astfel de nume se numesc „autonime”.